# Muntanya del Pico
La Muntanya del Pico (en portuguès: Montanha do Pico) és un volcà de l'illa del Pico, a l'arxipèlag de les Açores. Amb una alçada de 2.351 m, és el pic més alt de Portugal. Pertany a la Dorsal mesoatlàntica i, si el mesurem des del fons abissal proper, constitueix un aflorament de gairebé 5.000 metres d'altitud, essent també el punt més alt de la dorsal i, per tant, de l'oceà Atlàntic. Es dona el cas que el seu cim està format pel cràter volcànic i un monticle d'uns 70 m al bell mig, producte d'una de les darreres erupcions. Aquesta elevació rep el nom de Pico Pequeno o Piquinho. Tractant-se d'un volcà, es pot dir que és relativament jove, perquè se'l data en uns 750.000 anys i manté l'activitat. La seva darrera erupció es va produir el 1718. La part alta del pic, a partir dels 1.200 m, fou declarada reserva natural l'any 1972.